# I Write Sins Not Tragedies
"I Write Sins Not Tragedies"là một bài hát của ban nhạc rock Mỹ Panic! at the Disco, và là đĩa đơn thứ hai từ album phòng thu đầu tay của họ, A Fever You Can't Sweat Out (2005). Nó được phát hành vào ngày 27 tháng 4 năm 2006 trên cả đĩa CD và đĩa Vinyl 7 inch. Bài hát được viết bởi tay guitar Ryan Ross. Bài hát đạt vị trí số 7 trên bảng xếp hạng Billboard Hot 100. Đây là top 40 hit của duy nhất ban nhạc ở Mỹ.

## Danh sách theo dõi
UK 7"poster bag (February 2006)
- A."I Write Sins Not Tragedies"

UK CD/Digital (February 2006)
1. "I Write Sins Not Tragedies"
2. "Nails for Breakfast, Tacks for Snacks"(demo version)

WMI CD/Digital (May 2006)
1. "I Write Sins Not Tragedies"– 3:10
2. "Nails for Breakfast, Tacks for Snacks"(demo version) – 3:57
3. "The Only Difference Between Martyrdom and Suicide Is Press Coverage"(Tommie Sunshine Brooklyn Fire Remix) – 5:04

UK CD/Digital (October 2006)
1. "I Write Sins Not Tragedies"
2. "Karma Police"(Live in Denver)

UK 7"gatefold sleeve (October 2006)
- A."I Write Sins Not Tragedies"
- B."But It's Better If You Do"(Live from Glasgow)

UK 7"picture disc (October 2006)
- A."I Write Sins Not Tragedies"
- B."I Write Sins Not Tragedies"(Live in Denver)

Enhanced CD (October 2006)
1. "I Write Sins Not Tragedies"
2. "Nails for Breakfast, Tacks for Snacks"(demo version)
3. "The Only Difference Between Martyrdom and Suicide Is Press Coverage"(Tommie Sunshine Brooklyn Fire Remix)
4. "I Write Sins Not Tragedies"(video)

## Bảng xếp hạng
| Bảng xếp hạng (2006)                     | Vị trí position |
| ---------------------------------------- | --------------- |
| Úc (ARIA)                                | 12              |
| Bỉ (Ultratip Flanders)                   | 12              |
| Đức (GfK)                                | 66              |
| Hà Lan (Dutch Top 40)                    | 29              |
| New Zealand (Recorded Music NZ)          | 5               |
| UK Singles (The Official Charts Company) | 25              |
| U.S. Billboard Hot 100                   | 7               |
| U.S. Billboard Alternative Songs         | 12              |
| U.S. Billboard Adult Pop Songs           | 16              |
| U.S. Billboard Pop Songs                 | 2               |